# In the Court of the Wrestling Let’s
In the Court of the Wrestling Let’s — дебютный студийный альбом британской инди-рок группы Let’s Wrestle, изданный 29 июня 2009 года на лейбле Stolen Recordings.
Название альбома является данью уважения дебютному альбому влиятельной прог-рок-группы King Crimson In the Court of the Crimson King, который также содержит название группы, но с двумя словами, поменявшимися местами.

## Отзывы
| Оценки критиков  | Оценки критиков                                                          |
| Источник         | Оценка                                                                   |
| ---------------- | ------------------------------------------------------------------------ |
| Allmusic         | [ 2 ]                                                                    |
| Mojo             | 4 из 5 звёзд · 4 из 5 звёзд · 4 из 5 звёзд · 4 из 5 звёзд · 4 из 5 звёзд |
| NME              | [ 3 ]                                                                    |
| Clash            | [ 1 ]                                                                    |
| Loud and Quiet   | [ 4 ]                                                                    |
| Record Collector | [ 5 ]                                                                    |
| Rock Sound       | [ 6 ]                                                                    |
| Metro            | [ 7 ]                                                                    |
| Pitchfork Media  | (7.6/10)                                                                 |

Альбом получил положительные отзывы музыкальной критики и интернет-изданий.
Тим Сендра из AllMusic сказал в рецензии, что «Наряду с юмористически странными текстами, они пишут действительно цепляющие мелодии и играют на полную катушку. …Британской группе удаётся сделать запись, которая вызывает смех даже после нескольких прослушиваний, а также удовлетворяет потребности любителей шума инди-рокеров, которые, возможно, устали от плаксивых, эгоцентричных текстов о любви». И отмеил в итоге: «На альбоме In the Court они проделали первоклассную работу, смешав юмор, эмоции и энергию; это непростая рутина, которую нужно освоить, но у них это получилось с первого раза».
Журнал Clash отметил в своём обзоре: «В Let’s Wrestle так много хорошего, так много тупо-улыбчивого веселья передано в этом альбоме, что он станет отличным бодрящим средством на любой случай».

## Список композиций
| №   | Название                                  | Длительность |
| --- | ----------------------------------------- | ------------ |
| 1.  | «My Arms Don't Bend That Way, Damn It!»   | 2:29         |
| 2.  | «I'm In Love With Destruction»            | 3:06         |
| 3.  | «Tanks»                                   | 3:11         |
| 4.  | «My Eyes Are Bledding (Interlude)»        | 1:01         |
| 5.  | «My Schedule»                             | 3:32         |
| 6.  | «We Are The Men You'll Grow to Love Soon» | 3:02         |
| 7.  | «In Dreams»                               | 2:41         |
| 8.  | «Atlantis (Interlude)»                    | 0:50         |
| 9.  | «Song For Old People»                     | 2:19         |
| 10. | «I Won't Lie to You»                      | 2:43         |
| 11. | «Diana's Hair»                            | 3:09         |
| 12. | «I'm In Fighting Mode»                    | 3:09         |
| 13. | «Insects»                                 | 3:07         |
| 14. | «It's Not Going to Happen»                | 3:19         |
| 15. | «Waltz (Interlude)»                       | 0:27         |
| 16. | «In the Court of Wrestling Let's»         | 4:44         |

| №   | Название                                                       | Длительность |
| --- | -------------------------------------------------------------- | ------------ |
| 17. | «We Are The Men You'll Grow to Love Soon (M.A.T.H.E.S. Remix)» | 2:07         |